# Кассіан Андор
Кассіан Джерон Андор (анг. Cassian Jeron Andor), також відомий як Касса (анг. Cassa) - вигаданий персонаж у всесвіті Зоряних війн, один з головних персонажів у фільму "Бунтар Один" та головний герой телесеріалу за всесвітом франшизи "Андор".
Починав своє життя як сирота, покинутий на шахтарській планеті під назвою Кенарі, пізніше був всиновлений смітярями та провів дитинство на індустріальній планеті Феррікс. Будучи юнаком, він вкрав компоненти з імперського корабля перш ніж вступити до Союзу повстанців для боротьби проти Галактичної Імперії. В Бунтарі Один, він був представлений як пілот та капітан Повстанського союзу та керував загоном із повстанців під назвою "Бунтар Один" з цілю викрадення креслення Зірки Смерті разом із Джин Ерсо, головною героїнею фільму.

## Персонаж

### Створення

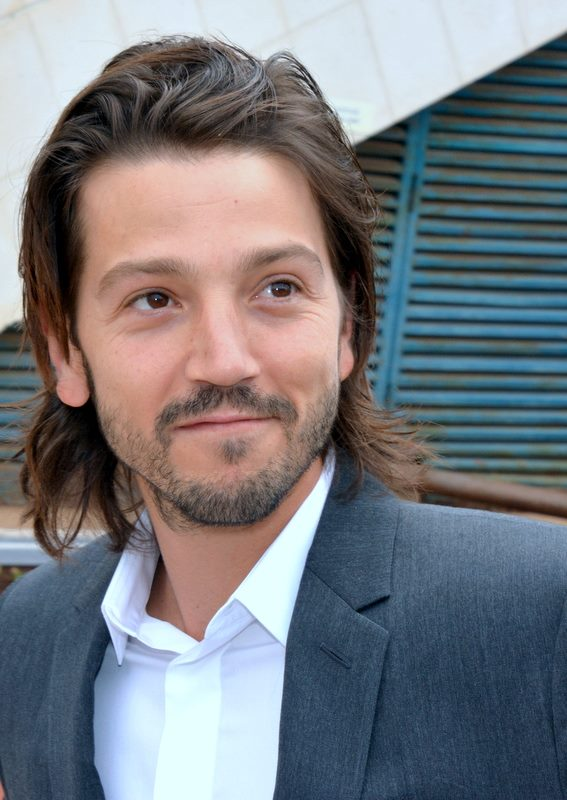
Дієго Луна, актор що зіграв Кассіана Андора

В першопочатковому сценарії, як і в самому фільмі, Кассіан був членом Союзу постанців та підпорядковувався командам тодійшньої версії Джин Ерсо. У цьому сценарії, Кассіан би вмер зі всіма членами Бунтара Один. Боячись, що Дісней не одобрить такий варіант сценарію, вони вирішили його переписати, де він тікає зі Скарифу разом із Джин та кресленням Зірки Смерті, і хоч їхній корабель був знищений Дартом Вейдером після передачі креслення принцесі Леї, їм вдається вижити за допомогою рятувального шнура. Автори сценарію, Джон Нолл та Гері Вітта, наполягали на тому, що Кассіан мав би вмерти на Скарифі разом із Джин. Продюсерка Кетлін Кеннеді та Дісней зрештою погодились на сценарій, де вся команда помирає. Автори пояснили цей варіант подій тим, що персонажів з фільму зрештою були б замінені персонажами з оригінальної трилогії.

### Кастинг
В травні 2015 році, було оголошено, те що роль Кассіана Андора зіграє мексиканський актор Дієго Луна. Режисер Гарет Едвардс хотів бачити Кассіана привабливим у плані характера, замість того, аби робити його беземоційним та задумливим, як він це спочатку задумував.
Під час виконання ролі свого персонажа, актор використовував свій власний мексиканський акцент, що є рідкістю для франшизи, оскільки більшість акторів франшизи спілкуються американським, австралійським, канадським чи британськими акцентами. Актор стверджував, що у продюсерів фільмів не було жодних претензій до його акценту. Дієго також озвучив діалоги Кассіана для іспанського дубляжу у фільмі. Під час зйомок фільму Бунтар Один, актор розвивав особисту історію Кассіана, аби вжитися в роль персонажа.

### Передісторія та розвиток
Для серіалу Андор, Луна та творці погодились на розширення переісторію Кассіана до того, як він став членом Альянсу повстанців та одним із його головних членів. На початку серіалу, він є більш наївним та короткозорим порівняно з Бунтар Один. За словами сценариста Тоні Гілроя, він був би вмотивований більше гнівом, аніж ідеологією. Дієго Луна висловився про те, що серіал накцентувався змінах та трансформації Андора як персонажа.
В серіалі, Кассіан був показаний як біженець, що відділився від своєї культури та людей на рідній планеті Кенарі через гнітючий режим Імперії. На відміну від інших людей у всесвіті Зоряних війн, мешканці Канері не спілкуються основною галактичною мовою, найпоширенішої мови у Галактиці. Тоні Гілрой стверджував, що втрата власного дому пояснила б холоднокровне зобов'язання до повстання, кажучи що він хотів "дозволити [Кассіану] робити дуже не приємні речі, але ви б усе рівно його розуміли". Його несправедливе позбавлення волі та страта прийомного батька посприяли би його ненависті до Імперії, проти якої він присвятив свою боротьбу. У кінці першого сезону, Кассіан зрештою став повноцінним повстанцем.

## Появи

### Бунтар Один
Кассіан був зіграний Дієго Луною та представлений як член і капітан Альянсу повстанців. У фільмі він дізнається від імперського пілота на ім'я Бодгі Рук та інформатора Тівіка про зброю масового знищення від Галактичної Імперії і таємно наказав знайти та вбити імперського вченого Галена Ерсо, який був схоплений керівником проєкту надзброї Орсоном Кренніком, та був змушений сконструювати Зірку смерті.
Кассіан, разом зі своїм помічником, перепрограмованим імперським дроїдом К-2SO, вів місію зі знаходження доньки Галена Ерсо, Джин, для контакту із Со Геррерою. Пізніше Андор разом із Джин та К-2SO летять до планети Джеди, аби навідати Герреру та отримати повідомлення від Галена, отримане від Рука. Пізніше, Кассіан знаходить Галена, однак через вагання вирішує його не вбивати. Він разом із Джин керують операцією на планеті Скариф для викрадення креслення Зірки Смерті, та разом проникають всередину будівлі та центру даних. Після самопожертви К-2SO, Джин та Кассіан проникають до потрібного місця та дістають креслення, однак їх ловить директор Креннік та стріляє в Кассіана, однак невдовзі Кассіан відновлюється та стріляє в Кренніка у відповідь, перш ніж Джин успішно пересилає креслення до сил повстанців на орбіті. Імперці вистрілюють із Зірки Смерті по базі на Скарифі, вбиваючи Кренніка. Джин із Кассіаном обіймаються, перш ніж так само загинути від ударної хвилі.

### Андор
Серіал розповідає про події за п'ять років до початку Бунтаря Один.

### Перший сезон
Сюжет розповідає про те, що Кассіан був сиротою на ім'я Касса з планети Кенарі, колишньої шахтової планети кинутої та забутої Галактичною імперією, через що місцевим жителям довелось змінити свій стиль життя на племіний. Його всиновили смітярі Клем та Маарва та виростили його індустріальній планеті Феррікс. Коли йому було 13 років, він став свідком смерті прийомного батька від рук штурмовиків. В пориві гніву, він напав на групу штурмовиків, через що був відправлений до молодіжного центу Імперії на три роки. Пізніше почав жити на викрадані компонентів кораблів та інших важливих технологій зі своєю колишньою дівчиною, Бікс Калін. Його дії привернули увагу лідера повстання на ім'я Лютен Раель. Кассіан, якого розшукують за вбивство двох охоронців, погоджується на операцію Лютена. Вони вирушили до планети Алдані, де задачею Кассіана стояла допомога групі повстанців у викраденні фонду заробітньої плати Імперії. Із завершенням операції, Кассіан повертається на Феррікс, щоб забрати Маарву та їхнього дроїда, B2EMO. Та відмовляється покидати свій дім, розкриваючи факт того, що вона повстанка, і новини про атаку на Алдані лише підсили її дух. Кассіан неохоче, але все ж покидає її, обіцяючи повернутись назад, та вирушає до тропічної планети Ніамос.
Лютен приймає рішення вбити Кассіана, щоб запобігти витіку інформації про свою ідентичність, та доручає це Вел — одній зі співучасників тієї операції. Дедра Міро, супервайзер з Імперського Бюро Безпеки, також розшукує Кассіана, маючи віру у зв'язок Андора та лідера повстанців на кодове ім'я Вісь, не знаючи, що це Лютен. Імперія та Повстання обидвоє лишають своїх шпигунів на Ферріксі аби спіймати Кассіана. У той час на Ніамосі його помилково звинуватили, прийнявши за вандала, та засудили до 6 років тюрми на планеті Наркіна-5. Умови там не найкращі: ув'язнені працюють по 12 годин на день, збираючи компоненти до тоді ще невідомого проєкту — Зірки Смерті, а дисциплінують їх струмом, який іде зі спеціально облаштованої металевої підлоги. Після того як Кассіан дізнається, що керівництво вбило струмом сотню невгодних в'язнів та те, що із закінченням терімну випускати їх не збираються, він проводить успішне повстання, вибираючись із в'язниці. 
Повернувшись на Ніамос, Кассіан намагається подзвонити на Феррікс, в результаті чого йому повідомили про смерть Маарви доки він перебував у в'язниці. Лютен також дізнається про це та летить до Ферріксу, знаючи, що Кассіан повернеться щоб відвідати похорони. Попри всі ризики, той таки повертається та дізнається про те, що імперці арештували та катували Бікс. Він рятує її, доки місцеві влаштовують бунт. Запевнившись, що Бікс, B2EMO тв його друг Брассо можуть спокійно покинути Феррікс, Кассіан прямує до корабля Лютена, пропонуючи себе Повстанню. Замість того, щоб його вбити, Лютен погоджується та приймає Кассіана до Повстання.